# Терничкова Балка
Терничкова Балка (укр. Тернічкова Балка), село, 
Коломакский поселковый совет,
Коломакский район,
Харьковская область.
Село Терничкова Балка присоединено к пгт Коломак в ? году.

## Географическое положение
Село Терничкова Балка примыкает к пгт Коломак.
Рядом проходит автомобильная дорога Т-2117.